# Блюме, Вальтер (офицер СС)
Ва́льтер Блю́ме (нем. Walter Blume; 23 июля 1906, Дортмунд, Вестфалия, Пруссия, Германская империя — 13 ноября 1974, Дортмунд, ФРГ) — немецкий юрист, штандартенфюрер СС, командир зондеркоманды 7 в составе айнзацгруппы B, действовавшей на оккупированной территории РСФСР и БССР. В 1948 году на Нюрнбергском процессе по делу об айнзацгруппах за преступления против человечества, военные преступления и членство в преступных организациях был приговорён к смертной казни, но в 1951 году помилован и в 1955 году освобожден из заключения.

## Биография
Вальтер Блюме родился 23 июля 1906 года в семье учителя. После окончания школы изучал право в университетах Бонна, Йена, Мюнстера. В 1929 году сдал первый государственный экзамен. В 1932 сдал второй государственный экзамен и стал помощником судьи в окружном суде Дортмунда. В 1933 году в университете Эрлангена — Нюрнберга ему была присвоена степень доктора права.
1 марта 1933 года начальник полиции Дортмунда Вильгельм Шепман назначил Блюме руководителем политического отдела полиции. 1 мая 1933 года вступил в НСДАП (билет № 3282505) и Штурмовые отряды (СА). В том же году был принят в аппарат СД. Будучи сотрудником гестапо постоянно менял место работы: до осени 1934 года был руководителем гестапо в Дортмунде, а затем служил в Берлине, Галле и Ганновере. В марте 1935 года был переведён из СА в ряды СС (№ 267224). С июля 1935 по август 1937 года был руководителем отделения гестапо в Галле. В 1936 году ему был присвоен чин правительственного советника. 1 декабря 1939 года стал начальником гестапо в Берлине. В марте 1941 года был переведён в Главное управление имперской безопасности (РСХА) и стал начальником отдела кадров (группа I A) в управлении I, которое возглавлял Бруно Штреккенбах. В последующие месяцы Блюме участвовал в подборе персонала для будущих айнзацгрупп.
В июне 1941 года Блюме был назначен командиром зондеркоманды 7a в составе айнзацгруппы B. По собственным показаниям, до середины сентября 1941 года подразделение уничтожило 24 000 человек на территории Белоруссии и России. В сентябре 1941 года вернулся в РСХА и продолжил работу в качестве начальника отдела кадров. В июне 1942 года как руководитель подразделения полиции безопасности был направлен в Словению для борьбы с партизанским движением. Впоследствии был инспектором полиции безопасности и СД в Дюссельдорфе. В августе 1943 года стал руководителем полиции безопасности и СД в Афинах. На этой должности участвовал в депортации греческих евреев в концлагерь Освенцим. В конце 1944 года Блюме вернулся в Берлин.
После окончания войны Блюме был арестован и предстал перед американским трибуналом, рассматривавшем дело айнзацгрупп. 10 апреля 1948 года за преступления против человечества был приговорён к смертной казни. В 1951 году смертный приговор был заменён на 25 лет заключения. В марте 1955 года был освобождён из Ландсбергской тюрьмы. После освобождения стал директором фирмы в Зосте.